# Lochmaea caprea
Lochmaea caprea is een keversoort uit de familie bladkevers (Chrysomelidae). De wetenschappelijke naam van de soort werd in 1758 als Chrysomela caprea gepubliceerd door Carl Linnaeus.